# Йорданова камбанка
Йордановата камбанка (Campanula jordanovii) е многогодишно рехавотуфесто растение от семейство Камбанкови. Български ендемит, включен в Червената книга на България и в закона за биологичното разнооразие като уязвим вид. Видът е описан през 1989 г. от Минчо Анчев и Милослав Кованда.

## Морфология
Стъблата на растението са с височина 15 – 30, до 40 cm. Приосновните листа са широколанцетни, в основата закръглени до сърцевидни, разположени на дълги дръжки, а стъбловите са ланцетни до линейни. Съцветието е разклонено, метличесто, цветните са изправени пъпки, венчето е камбанковидно, синьо или виолетово-синьо на цвят. Плодът представлява конична кутийка с многобройни дребни семена. Цъфтежът е през юли – август, а плодовете узряват през август – септември. Опрашва се от насекоми и се размножава със семена.

## Местообитания и разпространение
Расте по открити каменисти и скалисти варовити места на плитки и слабо развити хумусно-карбонатни почви. Среща се от пояса на ксеротермните дъбови гори до иглолистния пояс, в южната част на ареала си заедно с Onobrychis pindicola, Viola delphinantha, Satureja pilosa, Micromeria dalmatica, Galium aegeum и др. Популациите са със сравнително добра численост.
Разпространена е във Врачанска планина, Източна Стара планина, Славянка, Северен Пирин, Рила и Средните Родопи на височина от 600 – 900 до около 1900 m.
По-голяма част от находищата са в границите на защитени територии: национален парк „Рила“, природен парк „Врачански балкан“, природен парк „Сините камъни“, резерватите „Баюви дупки-Джинджирица“ в Пирин, „Червената стена“ в Родопите и „Алиботуш“ в Славянка, защитена местност „Триградското ждрело“ и попадат в защитени зони от Натура 2000.
Семена от растението се съхраняват в Националната семенна генбанка в Садово.